# Chavannes-de-Bogis
Chavannes-de-Bogis ist eine politische Gemeinde im Distrikt Nyon des Kantons Waadt in der Schweiz.

## Geographie
Chavannes-de-Bogis liegt auf 479 m ü. M., 7 km südwestlich des Bezirkshauptortes Nyon (Luftlinie). Das Dorf erstreckt sich im äussersten Südwesten der Waadt auf dem Höhenrücken zwischen der Niederung der Versoix und dem Genfersee.
Die Fläche des 2,9 km² grossen Gemeindegebiets umfasst einen Abschnitt des Rückens zwischen der Versoix im Westen und dem Genfersee im Osten. Der höchste Punkt von Chavannes-de-Bogis erreicht 482 m ü. M. Die westliche Begrenzung bildet der Flusslauf der Versoix, die mit zahlreichen Mäandern in einer teils sumpfigen Talebene (Les Bataillards) verläuft. Im Süden reicht das Gebiet bis in den Wald Bois de Portes. Von der Gemeindefläche entfielen 1997 23 % auf Siedlungen, 11 % auf Wald und Gehölze, 58 % auf Landwirtschaft und etwas weniger als 8 % war unproduktives Land.
Zu Chavannes-de-Bogis gehört der Weiler Péguey (476 m ü. M.) östlich der Versoix am Rand des Bois de Portes. Nachbargemeinden von Chavannes-de-Bogis sind im Norden Commugny, Südosten Founex und Nordosten Bogis-Bossey im Kanton Waadt, im Osten Céligny im Kanton Genf sowie im Westen und Nordwesten Divonne-les-Bains im angrenzenden Frankreich.

## Bevölkerung
Mit 1400 Einwohnern (Stand 31. Dezember 2023) gehört Chavannes-de-Bogis zu den kleineren Gemeinden des Kantons Waadt. Von den Bewohnern sind 72,0 % französischsprachig, 12,6 % englischsprachig und 7,1 % deutschsprachig (Stand 2000). Die Bevölkerungszahl von Chavannes-de-Bogis belief sich 1850 auf 97 Einwohner, 1900 auf 143 Einwohner. Nach 1970 (137 Einwohner) setzte eine rasante Bevölkerungszunahme mit einer Versechsfachung der Einwohnerzahl innerhalb von 30 Jahren ein.

## Wirtschaft
Chavannes-de-Bogis war bis in die zweite Hälfte des 20. Jahrhunderts ein hauptsächlich durch die Landwirtschaft geprägtes Dorf. Heute hat der Ackerbau auf den fruchtbaren Böden der Umgebung als Einnahmequelle nur noch eine marginale Bedeutung. Dank seiner hervorragenden Verkehrserschliessung an der Autobahn A1 liessen sich in den letzten 30 Jahren zahlreiche Unternehmen in Chavannes-de-Bogis nieder. Dazu gehören das Warenlager Placette SA, das Verlagshaus Slatkine Reprints, ein Motel, ein Einkaufszentrum und zahlreiche Handwerksbetriebe. In den letzten Jahrzehnten hat sich Chavannes-de-Bogis zu einer Wohngemeinde entwickelt. Viele Erwerbstätige sind Wegpendler, die vor allem in Genf arbeiten.

## Verkehr
Die Gemeinde liegt direkt bei der Autobahnausfahrt Coppet der A1 (Genf-Lausanne, 1964 eröffnet). Es gibt einen Grenzübergang zur benachbarten französischen Gemeinde Divonne-les-Bains. Durch den Postautokurs, der von Nyon nach Coppet verkehrt, ist Chavannes-de-Bogis an das Netz des öffentlichen Verkehrs angebunden.

## Geschichte
Wahrscheinlich wurden im 13. Jahrhundert an der Stelle des heutigen Chavannes-de-Bogis unter der Zisterzienserabtei Bonmont die ersten Rodungen durchgeführt und das Gebiet urbar gemacht. Die erste urkundliche Erwähnung des Ortes erfolgte 1477 unter dem Namen Cabane de Bogiez. Der Ortsname leitet sich vom vulgärlateinischen capanna (Hütte, kleiner Hof) ab. Chavannes-de-Bogis unterstand dem Burgvogt von La Rippe, der für die Abtei Bonmont die Zehnten und Steuern eintrieb. Die Gerichtsbarkeit über das Dorf besassen die Abtei und die Herren von Gex.
Mit der Eroberung der Waadt durch Bern im Jahr 1536 kam Chavannes-de-Bogis unter die Verwaltung der Landvogtei Nyon und 1711 an die Vogtei Bonmont. Nach dem Zusammenbruch des Ancien Régime gehörte Chavannes-de-Bogis von 1798 bis 1803 während der Helvetik zum Kanton Léman, der anschliessend mit der Inkraftsetzung der Mediationsverfassung im Kanton Waadt aufging.

## Sehenswürdigkeiten
Am Nordrand des Dorfes befindet sich eine kleine Kapelle, die 1928 erbaut wurde und zusammen mit der Nachbargemeinde Bogis-Bossey benutzt wird.